# Koenigsegg CC850
El Koenigsegg CC850 es un automóvil superdeportivo cupé biplaza de edición limitada, con motor central-trasero montado longitudinalmente y de tracción trasera, producido por el fabricante sueco Koenigsegg y comercializado tentativamente como modelo 2024.

## Presentación
Fue presentado el 19 de agosto de 2022 durante la semana del coche de Monterey en Pebble Beach, California, con un diseño muy mejorado de un coche que ya se conocía años atrás: el CC8S y que todos los aficionados esperaban desde hace tiempo, ya que su nombre es como un doble homenaje: primero para celebrar los 20 años de este último; y el 50 por el cumpleaños del fundador y propietario de la marca: Christian von Koenigsegg.
En un principio, se confirmaba que su producción estaría limitada a solamente 50 unidades en todo el mundo. Sin embargo, su recibimiento ha sido tal que han decidido sumar otras 20 unidades extra, para un total de 70 coches.

## Diseño
Por fuera parece un simple rediseño del CC8S, pero es mucho más que eso, ya que apenas cambia respecto al modelo original, aunque los cambios van más allá de los faros y los pilotos led, a fin de mejorar su aerodinámica e incluso tiene una pala similar tallada en el costado del coche. Ha sido construido alrededor de un monocasco de carbono, con paneles de carbono/Kevlar para la carrocería y con tanques de combustible de panal tipo "honeycomb" de aluminio, incluyendo rines de aleación ligera forjados con tuerca de seguridad central, en forma de trébol de cinco hojas "estilo teléfono" con neumáticos deportivos Michelin, entradas y salidas de aire y una elegante carrocería en color platino con triple luz trasera inspiradas en los primeros modelos del fabricante. Otras características son: el techo rígido desmontable que se puede guardar en la cajuela, el sistema de puertas diédricas que giran hacia afuera y hacia arriba, llamado "Synchrohelix" y la función Autoskin, así como unas líneas suavizadas y redondeadas, sin mucho recargo, con las entradas y salidas de aire necesarias para mejorar la aerodinámica y la refrigeración.
En su interior tiene tres pedales, una palanca de cambios manual con compuerta abierta de nuevo diseño, con un pomo de madera rematado con la bandera de Suecia y una rejilla para guiarla, que recuerda a la clásica de Ferrari. Además, cuenta una estética de diseño minimalista y simétrica similar a la del CC8S, con los mejores materiales ligeros y de excelente calidad, así como la incorporación de muchos acabados en fibra de carbono, pantalla central de 9 pulgadas (22,9 cm) y asientos tapizados en piel naranja. El chronocluster original se diseñó para coches anteriores como el CCX, a fin de proporcionar información esencial sobre las rpm y la velocidad de manera visualmente atractiva, mientras que esta nueva versión muestra las diferentes relaciones de transmisión, en función de la marcha engranada; y los indicadores de rpm y velocidad cambian su rapidez movimiento, para garantizar que todo se pueda entender de un vistazo.
También ofrece las amenidades habituales en modelos anteriores, tales como: sistema de infoentretenimiento, control de clima, sistema de sonido, navegación, conectividad Bluetooth, Apple CarPlay, controles eléctricos en espejos retrovisores, cierre centralizado, elevalunas, asientos con calefacción, entre otras más.

## Especificaciones
Casi todo está relacionado con un mismo número: 1385, ya que está equipado con un motor V8 biturbo de 5065 cm³ (5,1 L; 309,1 plg³) que produce 1385 CV (1366 HP; 1019 kW), 1385 N·m (1022 lb·pie) y un peso en vacío de 1385 kg (3053 libras). Para poder alcanzar ese rendimiento, debe utilzarse etanol E85, ya que con gasolina normal baja a 1185 CV (1169 HP; 872 kW). Su característica particular es que también puede emplear combustible sintético y no tiene volante de inercia convencional, lo que permite una mayor capacidad de respuesta posible al acelerador y más rápida. Además, cuenta con un cigüeñal plano, sistema de lubricación por cárter seco y el corte de inyección (línea roja) llega hasta las 8500 rpm. Al igual que con el icónico One:1 de 2014, el CC850 también logra una relación peso a potencia de 1:1.
La planta motriz está acoplada a una transmisión manual de seis velocidades, la cual usa como base la transmisión semiautomática del Jesko "Light Speed Transmission" (LST) de nueve velocidades con múltiples embragues, denominada "TWMPAFMPC", que significa: The World’s Most Powerful And Fastest Manual Production Car/El coche de producción con caja manual más poderoso y rápido del mundo. Se tiene la posibilidad de utilizarla de forma automática o escoger un modo que imita el funcionamiento de manera manual, con pedal de embrague incluido, la cual se denomina "Engage Shift System" (ESS). Cuando no se quiera usar la palanca de cambios en modo manual, se puede poner en posición "D", lo que sería una hipotética octava marcha en la palanca y con la marcha atrás en la posición de séptima, para activar el modo automático.
Según la firma, asegura que no es tan rápido como el Jesko, el cual toma como base, debido a que “su objetivo es simplemente una celebración de lo analógico, pero con un rendimiento extremo”. Prometen que será el coche de producción manual más rápido del mundo, además de ofrecer el más alto nivel de satisfacción y disfrute. Para poder detenerlo desde tan altas velocidades, está equipado con frenos de disco ventilados carbono-cerámicos con servofreno y ABS de 410 x 38 mm (16,1 x 1,5 pulgadas), con pinzas (calipers) de seis pistones en la parte delantera, mientras que los traseros son de 395 x 32 mm (15,6 x 1,3 pulgadas) con pinzas de cuatro pistones.
| Distribución                        | DOHC 4 válvulas por cilindro |
| Relación de compresión              | 8.71:1 |
| Diámetro x carrera                  | 92 x 95,25 mm (3,62 x 3,75 pulgadas) |
| Alimentación                        | Inyección secuencial multipunto con sensores de presión y contrapresión de cilindros individuales. Dobles turbocompresores con rodamiento de bolas cerámicas y sistema de respuesta a 1,5 bares (21,3 psi; 147 kPa) de presión o 1,7 bares (24,2 psi; 166,6 kPa) con E85. Múltiple de admisión en fibra de carbono con tramos de entrada optimizados. Múltiple de escape de Inconel impreso en 3D, soldado en TIG. |
| Peso total del motor                | 185 kg (408 libras) |
| Diferencial                         | Electrónico (KED) |
| Sistema de ignición                 | Bobina de encendido en bujía de alto voltaje |
| Potencia máxima                     | 1185 CV (1169 HP; 872 kW) @ 7800 rpm (gasolina) 1385 CV (1366 HP; 1019 kW) @ 7800 rpm (con E85) |
| Par máximo                          | 1385 N·m (1022 lb·pie) @ 4800 rpm |
| Chasis                              | Rigidez torsional del monocasco de 65 000 N·m (47 941 lb·pie)/grado |
| Control de estabilidad              | Koenigsegg Electronic Stability Control ("KES") de 3 modos: Húmedo, normal y pista |
| Capacidad del tanque de combustible | 72 litros (19,0 galAm) |